# Sículs
Els sículs o síquels o sicels (en llatí siculi, siceli, en grec antic Σικελοί) eren els primers habitants de Sicília. Les mítiques ètnies anteriors dels lestrígons (laestrygones) o ciclops (cyclopes), una ètnia de gegants esmentada pels autors clàssics, no tenen validesa històrica.
Ocupaven la major part de Sicília quan s'hi van establir les primeres colònies gregues. Podrien ser un dels Pobles de la Mar o bé un poble indoeuropeu procedent d'Itàlia. Ja estaven assentats a l'illa en començar el primer mil·lenni aC. Des del segle vi aC, i van haver de lluitar contra els grecs que els van empènyer cap a les zones muntanyoses de l'interior. El seu moment culminant va ser el període d'unió sota el rei Ducetius, a la meitat del segle v aC; després, els grecs els van conquerir i hel·lenitzar.
La part més occidental de l'illa estava ocupada pels sicans, als que tots els autors grecs distingeixen dels sículs. De fet, sembla que tenien un origen comú, i alguns autors, com Virgili utilitza el nom de sicans per referir-se als sículs. Quan van passar a domini romà, a la meitat del segle iii aC, ja estaven completament hel·lenitzats i es van llatinitzar ràpidament per l'aportació a l'illa de milers d'esclaus.
Estrabó i Esteve de Bizanci diuen que els sículs adoraven els Palics, uns déus fills d'Hefest i d'Etna (o, segons altres, de Zeus i de la nimfa Talia). Eren dos bessons nascuts sota terra, als quals atribuïen l'origen de les fonts termals i sulfuroses dels voltants de l'Etna.